# Urophora hoenei
Urophora hoenei är en tvåvingeart som först beskrevs av Erich Martin Hering 1936.  Urophora hoenei ingår i släktet Urophora och familjen borrflugor. Inga underarter finns listade i Catalogue of Life.